# Bell & Ross
Bell & Ross (Бэл энд Росс) — марка французских часов, которую возглавляют швейцарские дизайнеры Бруно Беламиш (англ. Bruno Belamich) и Карлос А. Росильо (англ. Carlos A. Rosillo).
Часы производятся в Швейцарии (первые модели собирались германским производителем Sinn). Ремешки производятся в Бельгии.
Штаб-квартира компании находится в Ла-Шо-де-Фоне, Швейцария.

## История

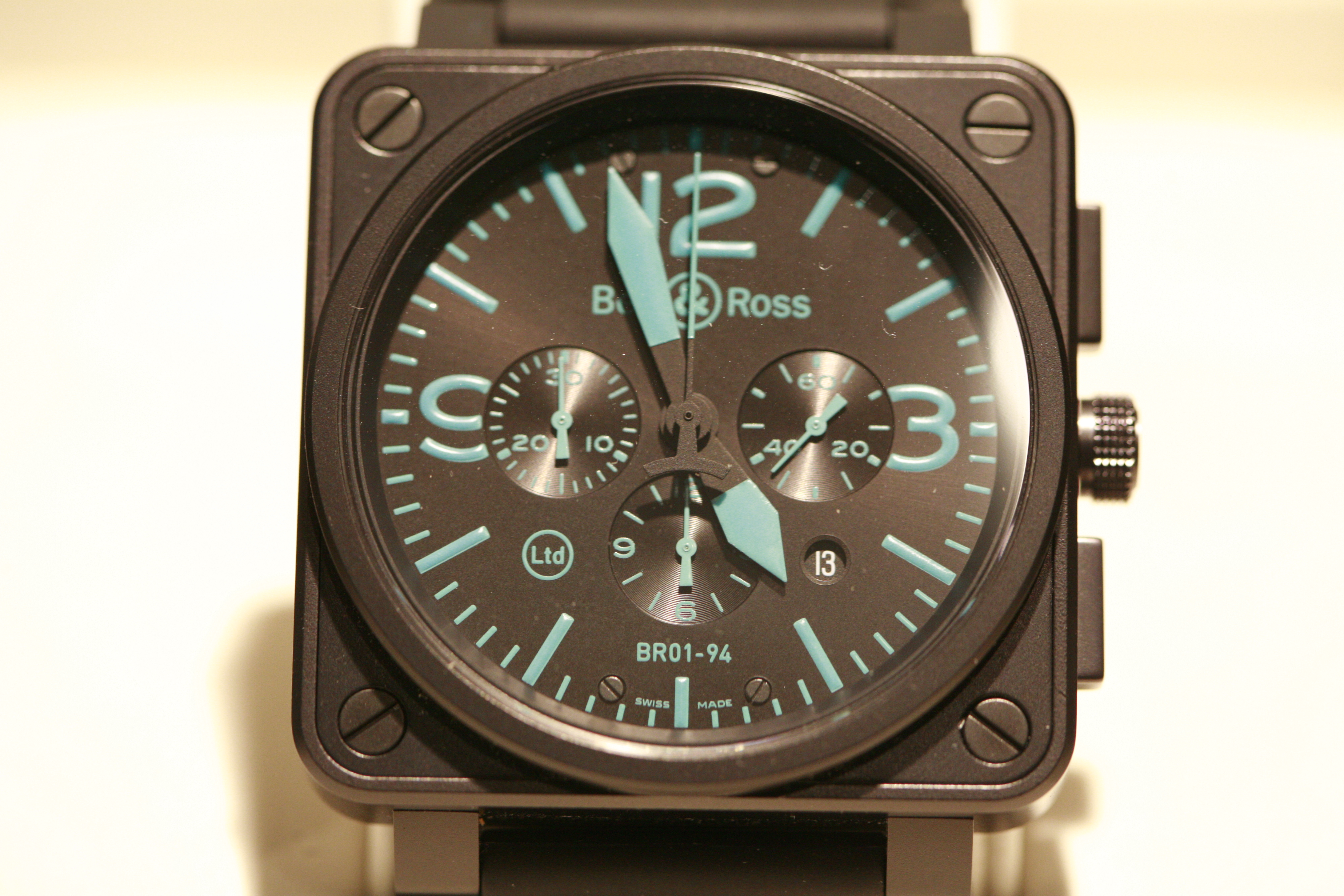
Модель часов Bell & Ross BR01-94

Компания Bell & Ross была основана 1992 году. Основали её давние друзья — дизайнер Бруно Беламиш и бизнесмен Карлос Росильо. Первые слоги Фамилий основателей и послужили основой для названия новой марки. Созданная ими модель часов, в силу своей специфики, сразу же заинтересовала NATO и спецслужбы, что и определило дальнейшую судьбу компании. Немаловажным оказался заключенный в 1997 году контракт с Chanel, которая приобрела большой пакет акций компании, что позволило выйти на массовый рынок.
Очень скоро молодой фирме удалось закрепиться в секторе стальных спортивных часов. За два десятилетия своего существования марка обрела конкурентоспособность, и часы Bell & Ross стали пользоваться успехом. Через организованную сеть специализированных магазинов Bell & Ross вышла на европейский рынок.

## Стиль
Название фирмы состоит из переделанных на английский манер, кратких и легко запоминающихся фамилий изобретателей. Основными элементами технологической концепции, являются качественные материалы и обработка, надежность механизмов. Этими чертами характеризуются все часовые модели Bell & Ross.
Часы Bell & Ross характеризуются, прежде всего, как часы для представителей самых разнообразных экстремальных профессий. Выпускаются как механические, так и кварцевые модели, большинство из которых способны выдержать значительные перегрузки от ускорений, перепадов температур и давления.
Часы Bell & Ross с циферблатами преимущественно фирменного бежевого или чёрного цвета выделяются в категории так называемых «инструментальных» часов, выглядящих зачастую слишком технологично. Часы линии Vintage подражают по форме хронографам 60-х годов. В самых последних новинках Military — хронографе и часах с тремя стрелками — циферблаты и широкие кожаные ремешки имеют маскировочную раскраску цвета хаки. О названии этих моделей догадаться нетрудно -конечно, Модели Jumping Hour и Big Date отличаются элегантностью стиля.

## Часы
Большинство часов Bell & Ross напоминают приборную доску боевой машины — простой круглый циферблат на простой квадратной основе. Одной из важных особенностей является удобство считывания информации практически в любых условиях. В последнее время появились и более «бытовые» линейки, отличающиеся классическим дизайном. Названия коллекций соответствуют их предназначению:
- BR Instrument (самая популярная и массовая)
- Professional
- Classic
- Vintage